# Южная Англия
Южная Англия (также Юг Англии или просто Юг; англ. South England) — культурно-географический термин для описания южных регионов Англии, точнее, острова Великобритания.
У этого понятия существует много различных интерпретаций. Юг, как полагает большинство английских краеведов, является внутренне гетерогенной областью, но имеет идентичность, отличную от остальной части Англии. Особенность Южной Англии — наличие на её территории Лондонской агломерации.

## Районирование
В экономико-географических целях Южная Англия в свою очередь разделяется на четыре субрегиона: Юго-Западная Англия, Юго-Восточная Англия, Большой Лондон, Восточная Англия. Их общая площадь 62 042 км при населении 18 миллионов чел., что примерно соответствует штату Флорида в США.